# 구래동
구래동(九來洞)은 대한민국 경기도 김포시의 행정동이다.
본래 양촌면 구래리였다. 한강신도시 개발로 2009년 9월 1일에 김포2동에 편입되었고, 2013년 10월 28일에 김포2동에서 분동하였다.

## 유래
구래동은 아홉九 올來를 써서 아홉번 (이상) 다시 오고 싶은 동네 라는 뜻이다.

## 역사
- 2009년 9월 1일 : 양촌면의 신도시 지역(마산리 일원, 구래리 일부)이 김포2동에 편입되었다.[2]

| 김포시 조례 제812호 읍·면·동·리의명칭과관할구역에관한조례 |              |        |
| 구 행정구역                                               | 신 행정구역  | 법정동 |
| 양촌면 마산리 일원                                        | 김포2동 일부 | 마산동 |
| 양촌면 구래리 일부                                        | 김포2동 일부 | 구래동 |
- 2013년 10월 28일 : 구래동(법정동: 구래동, 마산동)이 김포2동에서 분동하였다.
- 2019년 9월 23일 : 구래동에서 마산동(법정동: 마산동)이 분동하였다.

## 법정동
- 구래동(九來洞)

## 아파트
| 단지명                                | 건설사                                 | 시행사                                           | 주소                   | 입주        | 비고                                            |
| ------------------------------------- | -------------------------------------- | ------------------------------------------------ | ---------------------- | ----------- | ----------------------------------------------- |
| 한강신도시 푸르지오 3차               | 대우건설                               | 한국자산신탁                                     | 김포한강8로 409        | 2017년 5월  |                                                 |
| 한강신도시 반도유보라 5차             | 반도건설                               | ㈜한길개발                                       | 김포한강9로 116        | 2018년 2월  |                                                 |
| 한강신도시 호반베르디움 더 레이크 2차 | 호반건설 ㈜호반건설주택                | 스카이리빙㈜                                     | 김포한강4로 471        | 2018년 11월 |                                                 |
| 한강신도시 호반베르디움 더 레이크 3차 | 호반건설 ㈜호반건설주택                | 스카이리빙㈜                                     | 김포한강8로 332        | 2018년 12월 |                                                 |
| 한강신도시 호반베르디움 더 레이크 5차 | 호반건설 ㈜호반건설주택                | 스카이주택㈜                                     | 김포한강4로420번길 19  | 2018년 8월  |                                                 |
| 한강신도시 아이파크                   | 현대산업개발                           | 현대산업개발                                     | 김포한강4로420번길 100 | 2018년 2월  |                                                 |
| 한강신도시 모아엘가 2차               | 혜림건설㈜                             | ㈜덕평산업개발                                   |                        | 2017년 11월 |                                                 |
| 한강신도시 예미지                     | 금성백조주택㈜                         | ㈜예미지뉴스테이기업형임대위탁관리부동산투자회사 | 김포한강9로 11         | 2018년 9월  |                                                 |
| 구래역 한강리슈빌                     | 계룡건설산업 KCC건설 태영건설 일성건설 | 김포도시공사                                     | 김포한강8로 377        | 2012년 12월 |                                                 |
| 호수마을 e편한세상 2단지              | 대림산업                               | 경기도시공사                                     | 김포한강5로 385        | 2013년 2월  | '호수마을 자연&e편한세상 2단지'에서 단지명 변경 |
| 호수마을 e편한세상 3단지              | 대림산업                               | 경기도시공사                                     | 김포한강4로420번길 164 | 2014년 2월  | '호수마을 자연&e편한세상 3단지'에서 단지명 변경 |

## 교육
- 김포호수초등학교
- 김포나비초등학교
- 김포구래초등학교
- 김포한가람초등학교
- 한가람중학교
- 나래중학교
- 호수고등학교